# 刪除片段
刪除片段（deleted scene）是電影或電視影集在剪輯最終版本時，被刪除掉的毛片片段。另有一種類似的加長片段（extended scene），內容通常為額外的劇情、不同的結局或是惡搞電影中的片段。刪除片段及加長片段通常會在電影於DVD上市時加入其中，有些則是在電影結束時隨著工作人員字幕同時撥放，稱為片尾彩蛋。

## 刪除理由
刪除片段會因下列理由而被刪除

### 時間
片長越長意味著放映場次越少，因此有的片商會要求導演刪除不必要的片段以縮短片長。

### 劇情考量
為了維持劇情緊湊感、前後呼應、或是維持電影風格，導演也會刪除掉某些片段。例如羅根 (電影)即刪除了太負面的片段。

### 觀眾反應
有些電影在正式上映前會舉辦試映會，導演有時會根據觀眾的反應，對某些片段進行刪改。

### 電影審查
有些國家對於電影審查制度十分嚴格，片商為了順利通過審查，會刪減掉血腥、暴力、色情、反社會之類的片段。例如失眠 (電影)為了順利通過電影審查，調整了過於血腥的片段。

### 輿論
當發生重大事件時，有時電影會因為內容牽涉到敏感議題，而進行刪減。例如九一一襲擊事件後，所有有關恐怖攻擊的影視作品都被迫延後發行或是更改內容。

### 行銷手法
有些片商會要求導演刪除掉大量片段，並於DVD發行時再宣稱加入了大量的刪除片段，以刺激買氣，但這種手法常常導致觀眾的不滿。DC漫畫發行的DC擴展宇宙相關電影中即大量使用了這種手法，蝙蝠俠對超人：正義曙光、超人：鋼鐵英雄及自殺突擊隊都刪除了大量片段，直到DVD發行時才補回。

## 格式
刪除片段的格式有非常大的差異，其取決於片段是何時決定被刪除的，若是前製階段就被刪除，則刪除片段會呈現完全無後製的狀態，可看見藍幕及螢幕上的計時器等等，也不會有背景音樂；若於最後階段才決定刪除，則後製特效就會非常完整。加長片段通常會有完整的後製，但有時因加長片段是於電影拍攝完畢後再追加拍攝，已無法找回原演員演出，因此有時會以替身拍攝加長片段。
動畫片則因為後製相對簡單，因此通常會傾向釋出後製完整的刪除片段及加長片段。

## 搞笑片段
搞笑片段屬於加長片段的一種，有些電影會在加長片段中放入惡搞自己電影的片段。此種搞笑片段多半需看完電影後再觀賞才能得知其有趣之處，例如牠 (電影)DVD版中，即增加了一場景，主角弟弟在一開始成功拿回紙船，並未被跳舞小丑潘尼懷斯抓走。

## NG片段
NG鏡頭也常常被當做加長片段被放入DVD中。成龍拍攝的電影則習慣將所有的NG片段放至於片尾供觀眾欣賞，包括了龍兄虎弟 (1987年電影)成龍不慎摔成重傷之片段。